# Ferozwala
Ferozwala é uma cidade do Paquistão localizada na província de Punjab.